# Mystrosa rubiginea
Mystrosa rubiginea är en skalbaggsart som beskrevs av Francis Polkinghorne Pascoe 1864. Mystrosa rubiginea ingår i släktet Mystrosa och familjen långhorningar. Inga underarter finns listade i Catalogue of Life.